# Ruby Jean and Joe
 (juillet 2017).
Si vous disposez d'ouvrages ou d'articles de référence ou si vous connaissez des sites web de qualité traitant du thème abordé ici, merci de compléter l'article en donnant les références utiles à sa vérifiabilité et en les liant à la section « Notes et références ».
Ruby Jean and Joe est un téléfilm américain dramatique sorti en 1996, réalisé par Geoffrey Sax.

## Synopsis
Un homme sur la route prend en stop une jeune fille Ruby Jean. Pendant le voyage une amitié se créé entre eux. Elle finit par lui expliquer qu'elle devrait rentrer dans une fac prestigieuse, mais elle se donne un temps de réflexion. Lui fuit ses démons intérieurs dont une brouille avec son père.

## Fiche technique
- Réalisation : Geoffrey Sax
- Scénario : James Lee Barrett
- Directeur musical : Stephen Graziano
- Producteur : Tom Selleck

## Distribution
- Tom Selleck : Joe Wade